# La Coruña-San Cristóbal
La Coruña-San Cristóbal (hisz: Estación de La Coruña-San Cristóbal) – jedna z dwóch stacji kolejowych w mieście A Coruña, w regionie Galicja (Hiszpania), w Hiszpanii wraz z San Diego. Na stacji San Cristóbal koncentruje się ruch pasażerski.
Stacja San Cristóbal znajduje się na Joaquin Planells, koło Ronda de Outeiro, względnie na uboczu centrum miasta, choć posiada z nim połączenia autobusowe.

## Pociągi
Stacja obsługiwana jest przez pociągi Media Distancia Renfe oraz Larga Distancia.

## Połączenia
- Alicante
- Barcelona Sants
- Ferrol
- Hendaye
- Madryt Chamartín
- Monforte de Lemos
- Santiago de Compostela
- Vigo